# Aura an der Saale
Aura an der Saale (eller: Aura a.d.Saale) er en kommune i Landkreis Landkreis Bad Kissingen i Regierungsbezirk Unterfranken i den tyske delstat Bayern. Den er en del af Verwaltungsgemeinschaft Euerdorf.

## Geografi
Kommunen ligger på den venstre bred af floden Fränkischen Saale omkring syv kilometer sydvest for Bad Kissingen, og den er den mindste kommune i landkreisen.

## Historie
Et Benediktinerkloster ved navn Uragia blev grundlagt mellem 1108 og 113 af Biskoppen af Bamberg. I 1394 hørte klosteret under Biskoppen af Würzburg.
Ved sekulariseringen af landet i 1803, blev bispedømmet ved Aura en del af Bayern. Ved Freden i Pressburg mellem Frankrig og Østrig i 1805, blev Biskoppen af Würzburgs land givet til Ferdinand 3. af Toscana, og han blev Storhertug af Würzburg, en ny stat, som belønning for hans støtte til Napoleon. Disse lande kom igen under Bayern igen i 1814 efter Napoleons fald.
I januar 2003 var der en stor oversvømmelse i Aura, hvor mange af byens gader stod under vand.
1. ↑  "Se billeder". Arkiveret fra originalen 18. juli 2011. Hentet 25. juni 2008.